# フィッシャーズ (YouTuber)
Fischer’s -フィッシャーズ- は、日本の6人組YouTuber、インフルエンサー、マルチクリエイター。UUUM所属。葛飾区観光大使。ギネス世界記録保持者。ファンネームは「ウオタミ」。

## 概要
2010年2月25日、中学校卒業時に結成。メンバーは全員、同じ中学校の同級生であり、卒業記念に｢楽しい｣を動画にすることから始まり、その保存先としてYouTubeを選んだところ反響があった。メンバーが川遊びを好んだこと、この時撮影したのが川遊びの様子であったことからシルクロードが元メンバーのプリケツとチェスで遊んでいるときに、ふと「冬に泳ぎ狂う魚みたいだ」と考え、「フィッシャーズ」というグループ名をつけた。
代表作の「アスレチック動画」をはじめ、「コメディ」「チャレンジ」「ドッキリ」「心霊」などテーマに沿って、メンバー同士が掛け合いをしながらアドリブ進行するのが作品の特徴になっている。
結成当時は10人組であったが、結成2年後の2012年にハイドロポンプが脱退し、そのあとプリケツも脱退、同年には現メンバーのモトキも一時的に脱退していた。さらに2015年10月にダイブーが脱退、そして2022年7月にぺけたんが脱退。

## 略歴

### 2010年
- 2月25日：フィッシャーズ結成。

### 2012年
- 8月24日：旧チャンネルを削除して現在のメインチャンネルを作成。

### 2013年
- 7月7日：プリケツとモトキが脱退していたことが発表される。この時ハイドロポンプはすでに脱退していたため言及されていない。モトキは一時的に脱退[14]。
- 8月20日：モトキがメンバーとして復帰[15]。
- 11月8日：ファンの総称をウオタミに設定[16]。

### 2014年
- 12月3日：サブチャンネルとして「Fischer’s-セカンダリ-」を開設[17]。

### 2015年
- 1月12日：セカンダリにて初投稿[18]。
- 7月20日：UUUMに所属。同年8月3日に報告[19]。
- 10月27日：ダイブーの脱退が発表される[12]。

### 2016年
- 8月12日：チャンネル登録者数100万人突破。[20]
- 12月20日：YouTube FanFest に初出演。[21]

### 2018年
- 4月27日：テレビ朝日系の音楽番組「ミュージックステーション」に初出演し、「虹」を披露[22][23]。
- 8月15日：YouTube上で公開・配信された楽曲や、湘南乃風のSHOCK EYEによる提供楽曲などを収録した1stアルバム『僕らの色 みんなの色』をリリース。
- 9月4日：チャンネル登録者数500万人突破。
- 11月21日：千葉県柏市にて屋内型スポーツテーマパーク｢フィッシャーズパーク」のオープンを発表[24]。

- 12月12日：YouTube FanFest において発表された日本国内トップトレンド動画ランキング（音楽、MVを除く）では『英語禁止ボウリングがおもしろすぎて全然集中できない件ｗｗｗ』[25]が1位を獲得。トップ10内の4本にフィッシャーズの動画が選ばれた[26][27]。

- 2018年以降、大晦日のももいろ歌合戦（BS日テレ・フジテレビNEXT・ニッポン放送など）に連続出場[28]。

### 2019年
- 4月7日： 葛飾区 "亀有警察署１日警察署長" 就任[29]。
- 8月11日：ROCK IN JAPAN FESTIVALに初出場し、「虹」を披露[30]。
- 9月16日：大阪府吹田市の万博記念公園の東の広場にて鬼ごっこを開催し[31]、参加人数のギネス世界記録を達成[32]。
- 10月9日：2枚目のアルバム「New Challengers」をリリース[33]。
- 12月5日：世界で最も再生されたYouTuberトップ10で、19億再生で世界9位にランクイン[34]。
- 12月13日：YouTube界のアカデミー賞と言われる「Streamy Awards」の国際アジア太平洋部門でノミネートされ、日本人YouTuberとして初受賞[35]。

### 2020年
- 1月26日：ンダホが一般女性（ツマホ）との結婚を発表[36]。
- 8月2日：日本国内のクリエイターとしては初めて、メインチャンネル単体での総再生回数が100億回を突破[37][38]。
- 9月13日：ンダホが第一子誕生を報告[39]。
- 10月12日：公開した動画の中で後述の不祥事によるぺけたんの活動休止を発表[40]。
- 11月20日：人生ゲームとのコラボ[41]、そしてフィッシャーズの10年間を詰め込んだ展示会「フィッシャーズ人生展」が開催されることを発表[42]。
- 12月27日：活動休止中のぺけたんは、裏方メンバーとして活動すると発表され、6人体制となった[43]。

### 2021年
- 4月3日：六甲山フィールドアスレチックにて、フィッシャーズが監修した新アスレチック「GREENIA（グリーニア）」が誕生。[44]
- 6月15日：フジテレビ系列「世にも奇妙な物語’21夏の特別編」とコラボ。番組の世界設定に合わせたスペシャルコンテンツを公開[45]。
- 7月21日  :    メットライフドーム（現ベルーナドーム）でンダホホームラン達成
- 9月29日：東映アニメーションの協力により、朝日放送テレビ・テレビ朝日系で放送されたプリキュアシリーズ18作目のテレビアニメ「トロピカル〜ジュ!プリキュア」とのコラボレーション動画が公開。キュアサマー・ローラ/キュアラメール・チョンギーレ・くるるんがそれぞれゲストで登場[46][47]。
- 10月19日：ンダホがイクメン・オブ・ザ・イヤー2021を受賞。YouTuberではSEIKIN、カジサックに次いで3人目[48][49]。
- 12月11日：チャンネル登録者数700万人突破[50]。
- 12月14日〜18日：YouTube Originals 【Fischer's Quest】[51]を公開。

### 2022年
- 1月3日：シルクロードが個人チャンネル「ロードシルク」[52]を始動させることを発表。ダーマがこの動画内で夏に仕事を辞めることを宣言。[53]
- 1月12日：「Fischer's Team（Fischer’s Staff）」が発足することを発表[54]。
- 4月25日：フィッシャーズプロデュースの新ブランド「Dotene（ドテネ）」を立ち上げることを発表[55]。第1弾は、UHA味覚糖とコラボした「お金グミ」を発売。
- 5月8日：ザカオがダンサーで薬剤師の女性（ゆ〜ちゃん）と結婚したことを発表[56]。
- 5月24日：地元・葛飾区の観光大使に任命されたことを報告[57]。5月30日には任命式が行われ、シルクロード、マサイ、ンダホ、ザカオが出席した[58][3]。
- 6月9日：「Dotene」の第2弾で、バンダイ「びっくら？たまご®」のブランドコラボ「Dotene びっくら？たまご おふろ釣りボム」が2022年10月より発売されることを発表[59]。
- 6月14日：シルクロードがYouTube Works Awards2022の最終審査委員長になったことを発表[60]。
- 7月11日：活動休止以来1年9ヶ月ぶりにぺけたんがメインチャンネルに出演し、フィッシャーズから脱退し独立することを発表[61][62]。
- 8月2日：シルクロードが自身の心霊体験を基にした映画「カカリ -憑-」の上映を発表[63][64]。 8月12日から18日までの1週間限定で上映。
- 8月4日：「THE FIRST TAKE」をもじった「THE LAST TAKE」として「んだほ＆ぺけたん」で「虹」を歌唱[65]。
- 8月10日
  - 世界最大規模の鬼ごっこ「オンライン鬼ごっこ」を開催[66][67]。
  - Dotene公式HP[68]より、販売を延期していたUHA味覚糖とコラボした「お金グミ」を9月13日に発売することを発表[69]。
- 8月16日：シルクロードによる映画「カカリ -憑-」の追加上映と大阪のシネ・リーブル梅田にて上映されることを発表[70][71]。追加上映の期間は、8月19日から25日まで。8月19日には、YouTube上にて映画の本編が公開[72]。
- 8月28日：ダーマが、勤めていたIT系の会社を8月1日に退職したことを公表。同年9月から本格活動を開始[73]。
- 11月7日：マサイによる曲・「睡魔」[74]が配信開始。同日、レコチョクシングルランキングにて、5位の成績を収める。

### 2023年
- 1月5日：長年の目標であったアメリカのグループYouTuber「デュード・パーフェクト」の再生回数を越したことをンダホがTwitterで発表。
- 2月25日：シルクロード、モトキ、ダーマが、ドラマ『君と世界が終わる日に』3月19日の放送回に出演することが発表[75]。
- 3月15日：「Dotene」の第3弾で「のびろー」を販売することが決まった[76]。
- 4月25日：チャンネル登録者数800万人突破[77][78]。
- 5月3日：ンダホが第二子誕生を報告[79]。
- 5月14日：映画『こんにちは、母さん』にシルクロードが出前の配達員役で出演することが発表された[80]。
- 5月30日：シルクロードが、「ゆんちゃんねる」（元「ヴァンゆんチャンネル」）のゆんとの結婚を発表[81]。
- 7月7日：3rdアルバム「Last Restart」を8月16日にリリースすることを発表[82]。
- 7月20日：1週間ほどの活動休止を発表[83]。同月26日に復帰[84]。
- 7月23日：世界最大のピッチングターゲットを作成し、ギネス世界記録の認定を獲得。その動画が8月4日にアップロード[85]。これは、2019年9月16日世界最大の鬼ごっこ以来、3年10ヶ月振り2個目のギネス世界記録を達成し保有する。
- 7月29日：シルクロードとゆんが、第一子の妊娠を発表。
- 9月1日：8月の月間再生回数4億回達成を発表[86]。
- 9月2日：ンダホがJRA個人馬主資格取得に合わせ、同日付で本名を公表（詳細後述）。
- 10月19日：ンダホがイクメン/男性育休オブザイヤー2023を受賞[87]。
- 10月31日：ファンとお化けの仮装して集めてお化け屋敷を作るファンイベントで1024人を集めることに成功し、3個目のギネス記録を達成[6]。
- 11月25日：ンダホが「いつもいつでもあなたの帰れる場所になれるよう」を掲げ、個人チャンネル『ンダホんち』を始動することを発表。メインチャンネルで発表後、同日に個人チャンネルでも動画が公開された。[88][89]
- 11月28日：「Dotene」の第1弾の「お金グミ　コーラ」を発売と共に「お金グミ100万円チャレンジ」を実施。

### 2024年
- 1月28日：動画でシルクロードの子供の性別を、メンバーを落とし穴に落とす形で発表した[90]。
- 3月22日：「Fischer's Team（Fischer’s Staff）」にマサイ、ダーマの同級生・ジジが加入したことを動画で発表。
- 3月30日：第6回100分間鬼ごっこのスペシャルモンスターとして元メンバーのぺけたんが1日限りの復活を果たす[91]。
- 4月2日：動画でシルクロードが第一子が誕生していたことを報告[92][93]。
- 4月16日：ゲームチャンネルとして「Fischer's-ゲームズ-」を開設[94][95]。
- 5月1日：動画でザカオが第一子が誕生していたことを報告[96][97]。
- 7月29日：モトキが2年間伸ばし続けた髪を5年振りにヘアドネーションしたことを報告[98]。

### 2025年
- 1月4日：第7回100分間鬼ごっこのスペシャルモンスターとして元メンバーのダイブーが1日限りの復活を果たす[99]。
- 3月30日：結成15周年記念ソング「絶好調!!!!!!」を発表。
- 5月5日：動画でシルクロードの妻であるゆんが第2子の妊娠を発表。[100]
- 6月2日：シルクロード自らが展開する家庭向けアパレルブランド「FAMISUKI」を設立[101]。家族で家や外出中などで楽しめる服をコンセプトとしており、家庭向けファッションをプロデュースする[102][103][104]。
- 6月13日〜22日：東京都渋谷区の「and ST TOKYO」にて「フイッシャーズ・シルクロード Produce FAMISUKI meets and ST TOKYO」と題した上述のブランドのポップアップストアを期間限定で出店[102][103]。
- 7月12日：メインチャンネルの総再生回数200億回突破。
- 8月7日〜16日：葛飾区のテクノプラザかつしかにて15年間の活動の歴史を振り替える年表などを展示した『フィッシャーズミュージアム』を開催。

## メンバー

### 現メンバー
2025年現在、6人で活動中。
| 名 前        | 個人チャンネル        | 生年月日              | 身長  | 血液型 | メンバーカラー  | 出身地        | 備考                                             |
| ------------ | --------------------- | --------------------- | ----- | ------ | --------------- | ------------- | ------------------------------------------------ |
| シルクロード | ロードシルク          | 1994年8月19日（31歳） | 163cm | O型    | 赤              | 東京都 葛飾区 | リーダー サブボーカル ラッパー                   |
| マサイ       | マサイ/MASAI.         | 1995年1月12日（30歳） | 178cm | O型    | 青              | 東京都 葛飾区 | BGM作り サブリーダー サブボーカル （ゲーム実況） |
| ンダホ       | ンダホんち            | 1994年8月4日（31歳）  | 181cm | O型    | 黄              | 東京都 葛飾区 | 作詞作曲 メインボーカル                          |
| モトキ       |                       | 1994年9月3日（30歳）  | 169cm | O型    | ピンク          | 東京都 葛飾区 | ゲーム実況 サブボーカル                          |
| ダーマ       |                       | 1995年2月25日（30歳） | 165cm | A型    | 紫              | 東京都 葛飾区 | サブボーカル （ゲーム実況）                      |
| ザカオ       | ZAKAO a.k.a KillPower | 1994年6月3日（31歳）  | 161cm | A型    | ・ 黒・オレンジ | 東京都 葛飾区 | ダンサー サブボーカル （ゲーム実況）             |

- 全員が東京都葛飾区出身の男性[注釈 2]。
- ンダホはJRA個人馬主資格の取得に合わせ、2023年9月2日付で馬主名義が本名の本田 知聖（ほんだ ちさと）であることを公表[112]。活動名は苗字のアナグラムである[113]。また、歌手や作詞作曲をする際、ペンネームとして「んだほ」を使用している。
- 2022年7月まで、就職しながらスケジュール調整を行い動画に出演する「兼業組」と、動画出演・制作を主としてYouTubeで活動する「専業組」に分かれていた。シルクロード・マサイ・モトキは学校卒業と同時に専業YouTuberとなる。就職したのは当初ンダホ・ダーマの2名で、ザカオはストリートダンサーやインストラクターとしての仕事に従事するため、3人が兼業組となる。ンダホはフィッシャーズとしての活動に専念するため退職、ザカオは2019年に勤務先が倒産し退職（ダンサーとしての活動は継続中）、ダーマは2022年8月1日に会社を退職し、メンバー全員が専業となった。

### 脱退メンバー
| 名前           | 生年月日              | 身長  | 血液型 | メンバーカラー | 出身地 | 脱退日                      | 備考                              |
| -------------- | --------------------- | ----- | ------ | -------------- | ------ | --------------------------- | --------------------------------- |
| プリケツ       | 1995年??月??日        | 不明  | 不明   | なし           | 東京都 | 2011〜2012年頃 （詳細不明） | カメラマン？                      |
| ハイドロポンプ | 1995年??月??日        | 不明  | 不明   | なし           | 東京都 | 2011〜2012年頃 （詳細不明） | ？？？                            |
| ダイブー       | 1995年2月26日（30歳） | 167cm | O型    | オレンジ       | 東京都 | 2015年10月27日              | No.2（二番手）                    |
| ぺけたん       | 1995年2月2日（30歳）  | 177cm | B型    | 緑             | 東京都 | 2022年7月11日               | メインボーカル 作詞（ソロ曲のみ） |

- プリケツはメインチャンネルに公開されている最初の動画[115]の撮影者であることが概要欄に明記されており、「フィッシャーズ」というグループ名を決めたのもプリケツとシルクロードである。また、過去に「おもしろタイムカプセル採掘映像！」という動画と、メンバーの紹介動画で登場していたが、現在は削除されている。現在公開されている動画では2013年の雑談動画[116]と2025年の100分間鬼ごっこで名前が挙がっている。動画を撮影する際には三日月の形をした仮面を着けていた。一身上の都合により脱退。
- ハイドロポンプは、2015年のシルクロードのツイート[117]とそのリプライ、2022年に公開された動画[118]、2025年の100分間鬼ごっこででしか名前を確認することができない。また、動画に登場したことは一切なく、過去のツイキャスに何度か登場していた。一身上の都合により脱退。
- ダイブーは在籍当時、視聴者との交際を禁じることを他メンバーに対し強く迫っていたが、実際は視聴者の一般女性と交際しており、またその事実をメンバーに公表していなかったため、責任を取る形で脱退した[119]。2025年1月4日、100分間鬼ごっこにてスペシャルモンスターとして一日限りの出演を果たした[注釈 4]。その際、脱退後に結婚し子どもも産まれたことをシルクロードが発表した[120][121]。
- ぺけたんは、出演者として活動していたのと並行して歌い手「こめてっと。」としてニコニコ動画及びYouTubeに歌ってみた動画をアップロードしていた。2020年、「こめてっと。」としての活動を続けている中で疑惑が暴露系YouTuberコレコレから報じられた。同年10月12日に、ファンと不適切な関係を持ったことを認め、活動休止を発表した[122]。同年12月27日に、暴力は行ってないと発表した[13]。同動画で活動を再開するも、当分は裏方に専念するという方針が出された。
2021年、フィッシャーズのサブチャンネル「セカンダリ」の編集に携わっていることが、へきトラ劇場の動画に出演したシルクロードにより語られていた[123]。
2022年7月11日、メインチャンネルで脱退を発表[61][62]。脱退後も一部のメンバーとは連絡を取り合っていた[124]ほか、2024年3月30日にメインチャンネルで公開された動画ではゲスト（スペシャルモンスター）として1日限りの出演を果たした[125]。

### Fischer’s Staff (Fischer’s Team)
2022年1月12日の動画で発表されたサポートメンバー。
| 名前 | メンバーカラー | 備考 |
| ---- | -------------- | --- |
| マグ | オレンジ       | シルクロードの後輩、由来は好きなバスケ選手・トレイシー・マグレディから                                                           |
| ハク | 白             | マサイの後輩、由来は好きな色から                                                                                                 |
| アル | 紺             | シルクロードの高校の同級生、由来はお酒が好きだから                                                                               |
| ネル | 水色           | ンダホの実弟、由来はよく寝ることから                                                                                             |
| ドル | 青緑           | ザカオの後輩、ブレイクダンス仲間                                                                                                 |
| ガガ | マゼンタ       | シルクロードの大学の同級生、スタッフに最も早く加入                                                                               |
| ジジ | 茶色           | マサイ、ダーマの高校の同級生 2024年3月22日の動画で裏方メンバーとして加入されることが発表。由来は趣味や好みなどがジジ臭いことから |

## 作品

### 配信限定 (ミュージックビデオ)
出典：
| No.  | タイトル                         | MV及び楽曲公開日                             | 作詞・作曲                  | 収録アルバム       |
| ---- | -------------------------------- | -------------------------------------------- | --------------------------- | ------------------ |
| 1st  | チャンピオンロード               | 2016年7月5日                                 | ンダホ                      | 僕らの色みんなの色 |
| 2nd  | 彗星 feat.ぺけたん&んだほ        | 2017年1月28日                                | HiROKi                      | 僕らの色みんなの色 |
| 3rd  | ツバサ                           | 2017年2月28日                                | HiROKi                      | 僕らの色みんなの色 |
| 4th  | 虹                               | 2017年8月29日                                | ンダホ                      | 僕らの色みんなの色 |
| 5th  | サヨナラまたな                   | 2018年3月9日                                 | ンダホ                      | 僕らの色みんなの色 |
| 6th  | 未完成人                         | 2018年7月21日                                | ンダホ                      | 僕らの色みんなの色 |
| 7th  | 葛飾ラプソディー/Fischer's       | 2019年7月27日                                | 森雪之丞・堂島孝平          | New challenger     |
| 8th  | 8月の坂                          | 2019年8月4日                                 | ンダホ・キクイケタロウ      | New challenger     |
| 9th  | 南中ソーラン ~Fischer's Version~ | 2019年8月24日                                | 伊藤多喜雄・北海道民謡      | New challenger     |
| 10th | 好きなこと無制限                 | 2020年6月19日                                | ヒャダイン                  | Last Restart       |
| 11th | 雨                               | 2021年6月6日                                 | ンダホ・富田拓志            | Last Restart       |
| 12th | 6 PACK PARADISE 〜序章〜         | 2021年8月6日                                 | ヒャダイン                  | Last Restart       |
| 13th | 大漁戦団サカナンジャー           | 2022年8月21日                                | ンダホ・高取ヒデアキ        | 未収録             |
| 14th | 睡魔/マサイ a.k.a.マサ寝坊       | 2022年9月1日                                 | マサイ                      | Last Restart       |
| 15th | ご報告                           | 2023年8月2日                                 | マサイ                      | Last Restart       |
| 16th | HAPPY WEDDING 珍道中             | 2023年8月12日                                | ヒャダイン                  | Last Restart       |
| 17th | フルスイング                     | 2023年8月16日(曲配信) 2024年12年29日(MV解禁) | ンダホ･ Akira Sunset･APAZZI | Last Restart       |
| 18th | 絶好調!!!!!!                     | 2025年3月30日                                | ヒャダイン                  | 未収録             |

- 『虹』は再生回数が8000万回を超えており、メインチャンネルの動画の中で再生回数が最も高い。
- 『ツバサ』『彗星』は、ンダホ・ぺけたんが出演したドラマ「彗星」の主題歌・挿入歌となっている。
- 2020年に読売ジャイアンツの岡本和真の登場曲に『チャンピオンロード』が使用された。
- 『雨』はンダホのソロ曲で初のMVが作られた。
- 『6 PACK PARADISE 〜序章〜』は、竹脇まりながMV監修を担当したエクササイズ曲。
- 『大漁戦団サカナンジャー』のPVは、東映、東映ビデオ、東映テレビ・プロダクション、ジャパンアクションエンタープライズ、日本コロムビア、百武スタジオ、ミイン、StudioBUCKHORN、ナックイメージテクノロジー、東洋照明、Is'D、松竹の協力により制作された、特撮ドラマをベースにした映像[146]。作曲・編曲は『ハリケンジャー』の主題歌を歌った高取ヒデアキ、編曲を高取の盟友・籠島裕昌が手掛け、ZETKIが演奏する。
- 『睡魔』は企画[147]で誕生した曲のフルバージョン[148]。企画・考案・歌・編集などすべての工程をマサイが担当。また、piapro（ピアプロ）にてインスト配信[149]している。2022年11月7日、サブスクで配信された[150][151]。また、『ご報告』もマサイの自作ソロ楽曲となっている。
- 『HAPPY WEDDING 珍道中』は、ザカオの結婚を記念に制作された。MVにはザカオの花嫁役できりたんぽが出演している。

### アルバム
|     | 発売日        | タイトル            | 規格品番  | オリコン最高位          | 収録曲 |
| --- | ------------- | ------------------- | --------- | ----------------------- | --- |
| 1st | 2018年8月15日 | 僕らの色 みんなの色 | UUUM-0001 | 6位（CD）               | 1. フィッシャーズ海賊団OP 2. 未完成人 3. ガンバレルヤ! 4. 君を忘れたい 5. 彗星 (Album Ver.) 6. ツバサ (Album Ver.) 7. ナナイロの糸 8. 虹 9. おいていったもの 10. サヨナラまたな 11. チャンピオンロード (Album Ver.) 12. 虹 (ぺけすてぃっく Ver.)                      |
| 2nd | 2019年10月9日 | New Challengers     | UUUM-0011 | 14位（合算） 8位（CD）  | 1. START!! 2. 8月の坂 3. 片想い送信中 4. おはよう 5. 南中ソーラン ～Fischer's Version～ 6. B-Boy Classic (MASAinst) 7. 何百回目のラブソング 8. Range 9. 誓いの唄 10. me 11. NEW Challenger 12. 葛飾ラプソディー 13. 南中ソーラン ～Fischer's Version～ (Instrumental) |
| 3rd | 2023年8月16日 | Last Restart        | UUUM-0049 | 25位（合算） 13位（CD） | 1. 好きなこと無制限 2. ガンバレ Warriors 3. HAPPY WEDDING 珍道中 4. フルスイング 5. 雨 6. 6 PACK PARADISE ～序章～ 7. 虹 -Last Restart ver.- 8. チャンピオンロード -Last Restart ver.- 9. 睡魔 -Remixed by 八王子P- 10. ご報告                                        |

### 映画
| タイトル    | 映像作品の公開日                                      | 映画構成                | 監督   | 備考 |
| ----------- | ----------------------------------------------------- | ----------------------- | ------ | --- |
| カカリ -憑- | 劇場公開:2022年8月12日 メインチャンネル:2022年8月19日 | 探索パート ドラマパート | HiROKi | シルクロードが実際に高校生の時に体験した事を基に作成されたホラー映画。 企画、プロデュースもシルクロード本人が行っている。 |

### 書籍
| 発売日        | タイトル                                               | 著者                               | 出版社     | ISBN                |
| ------------- | ------------------------------------------------------ | ---------------------------------- | ---------- | ------------------- |
| 2019年7月4日  | Fischer's×ONE PIECE 7つなぎの大秘宝                    | 脂小路 蝉麿 (著), Fischer's (監修) | 集英社     | ISBN 978-4088818986 |
| 2020年4月3日  | Fischer's×ONE PIECE 7つなぎの大秘宝 2                  | 脂小路 蝉麿 (著), Fischer's (監修) | 集英社     | ISBN 978-4088822693 |
| 2021年7月7日  | 全力少年ドモラ                                         | シルクロード                       | KADOKAWA   | ISBN 978-4046052094 |
| 2021年8月4日  | Fischer's×ONE PIECE 7つなぎの大秘宝 3                  | 脂小路 蝉麿 (著), Fischer's (監修) | 集英社     | ISBN 978-4088827469 |
| 2023年5月29日 | BREAKING: ~ザカオが伝授するブレイクダンス・テクニック~ | ザカオ                             | 日本文芸社 | ISBN 978-4537221046 |

### オープニング（メインチャンネル）
フィッシャーズの動画の冒頭にあるオープニングはマサイが自作している。オープニングは毎年変更しジャンルやタッチが毎年異なる。
| 使用年 | テーマ・コンセプト                          | 登場したもの           |
| ------ | ------------------------------------------- | ---------------------- |
| 2013年 | フィッシャーズ全員イラスト                  | メンバー               |
| 2014年 | 龍とフィッシャーズ                          | メンバー               |
| 2015年 | フィッシャーズをシェア                      |                        |
| 2016年 | 魚が海へ飛び込んだ                          | フィッシャーズロゴ     |
| 2017年 | 深海を進む魚                                | フィッシャーズロゴ     |
| 2018年 | 魚が海で跳ね上がる                          | フィッシャーズロゴ     |
| 2019年 | やってきたのは海賊船が見える大海原          | フィッシャーズロゴ     |
| 2020年 | 深海を泳ぎ続けさらに奥へ                    | フィッシャーズロゴ     |
| 2021年 | 魚は島へ上陸                                | フィッシャーズロゴ     |
| 2022年 | 魚は海・飛行機は空を進んでいく中現れたのは… | ロゴ・飛行機・メンバー |
| 2023年 | 深海と思いきや海！？                        | フィッシャーズロゴ     |
| 2024年 | 海底に沈むロゴと海の上では海賊船            | 海賊船・ロゴ           |
| 2025年 | 15周年記念                                  | トロフィー             |

### エンディング
フィッシャーズのエンディングもマサイが自作したものになる。エンディングもオープニングと同様に毎年変更している。
| 使用年 | テーマ・コンセプト         | 登場者                                         |
| ------ | -------------------------- | ---------------------------------------------- |
| 2013年 | シルクの部屋               | シルクロード                                   |
| 2014年 | メンバーと初のエンディング | シルクロード・マサイ・ンダホ・ダーマ・ダイブー |
| 2015年 | ンダホ実家で全員集合       | メンバー全員（当時8人）                        |
| 2016年 | ンダホ実家で全員集合       | メンバー全員（当時7人）                        |
| 2017年 | ンダホ実家で全員集合       | メンバー全員（当時7人）                        |
| 2018年 | ザカオが手のひらサイズに⁉︎  | メンバー全員（当時7人）                        |
| 2019年 | 透明なぺけたんがロゴになる | メンバー全員（当時7人）                        |
| 2020年 | カジュアルな学生           | メンバー全員（当時7人）                        |
| 2021年 | 誰が主人公?                | メンバー全員（6人）                            |
| 2022年 | アメリカンホームパーティ   | メンバー全員（6人）                            |
| 2023年 | 和・地元葛飾区にある山本亭 | メンバー全員（6人）                            |
| 2024年 | メンバーが全員海賊         | メンバー全員（6人）                            |
| 2025年 | 15周年記念                 | メンバー全員（6人）                            |

## プロデュース

### アスレチック
- フィッシャーズパーク[155]
- 六甲山アスレチック「グリーニア」[44]
- うつみ海上アスレチックパーク・マリンダム[156]

### ブランド
- ふざけファクトリー(ンダホの個人ブランド)
- ドテネ/Dotene[55]
- FAMISUKI（シルクロードの個人ブランド）
- SAKASUKI(シルクロードの個人ブランド)

## 出演

### 映画
- トモダチゲーム 劇場版 / 劇場版 FINAL（2017年6月3日 / 9月2日、キャンター）- シルクロード（鬼瓦百太郎 役）、マサイ、ンダホ[157]
- ラブ×ドック（2018年5月11日、アスミック・エース）- シルクロード・マサイ・ンダホ・モトキ・ぺけたん・ダーマ（本人 役）
- 明日、キミのいない世界で（2020年1月10日、イオンエンターテイメント） - シルクロード[158]
- カカリ-憑-（2022年8月12日、UUUM） - シルクロード（本人 役）[159]
- こんにちは、母さん（2023年9月1日） - シルクロード（出前の配達員 役）

### テレビドラマ
- 君と世界が終わる日に(日本テレビ系列、2023年3月19日) - シルクロード（トモ 役）、モトキ、ダーマ[160]

### テレビアニメ
- ゴー!ゴー!キッチン戦隊クックルン（NHK Eテレ、2020年11月4日 - 5日）- シルクロード・ンダホ・マサイ（本人 役）
- 炎炎ノ消防隊 弐ノ章（毎日放送ほか、2020年） - シルクロード（アントン 役）[161]

### 劇場アニメ
- 劇場版 七つの大罪 天空の囚われ人（2018年8月18日、東映） - シルクロード（黒の六騎士、パンプ 役）
- ONE PIECE STAMPEDE（2019年8月9日、東映） - シルクロード・ンダホ・マサイ・ぺけたん・モトキ・ダーマ・ザカオ（フィッシャーズ海賊団 役）[162]

### 吹き替え
- バズ・ライトイヤー（2022年7月1日、ピクサー・アニメーション・スタジオ）- シルクロード（管制の男性 役）、ンダホ（AI 役）[163]

### テレビ番組
- ミュージックステーション（テレビ朝日系列、2018年4月27日） - 『虹』のパフォーマンスを北の打ち師達と共に全員で披露。
- ネタパレTHEゴールデン～いま見たい！！最強の旬ネタSP～（フジテレビ、2018年6月2日）- シルクロード、ンダホ、マサイ、モトキがアキラ100%とコラボネタを披露。
- HEY!HEY!NEO!（フジテレビ、2018年10月1日） - シルクロード、ンダホ、モトキ、マサイ、ぺけたんが『未完成人』を披露。
- あさイチ(NHK総合、2020年4月1日) - シルクロードが専門家ゲストとして出演。
- 世界一受けたい授業（日本テレビ系列、2020年4月25日） - シルクロードとモトキが先生として出演。
- 沼にハマってきいてみた (NHKEテレ2020年6月8日） -  「フィッシャーズ沼」
- ナスD大冒険TV年末4時間半SP 無人島で2泊3日0円生活（テレビ朝日系列、2021年12月29日）シルクロード、ザカオ、マサイ、モトキ、ンダホが出演[164]。
- ナスD大冒険TV（テレビ朝日系列、2022年2月5日 - 2022年3月26日）「ナスD×フィッシャーズ無人島生活観察日記」

### ウェブドラマ
- 片思い送信中（2017年、Simeji特設サイト）[165] - シルクロード、ンダホ、モトキ、マサイ

### ウェブ番組
- 私立スマホ中学（2018年、ソフトバンク）[166] ‐ シルクロード、マサイ、ンダホ、ぺけたん、モトキ、ダーマ
- フィッシャーズのバラエティ革命TV（2020年1月25日 ‐ 2月15日、AbemaTV）
- ナスD大冒険TV（ABEMA）
  - 実況生中継 無人島0円生活 ナスD大冒険TV年末SP（2021年12月29日）
  - ABEMA限定:無人島0円生活 ナスD大冒険TV年末SP（2021年12月29日）
  - 【アベマ限定】無人島観察日記（2022年2月5日 - 2022年3月26日）

### オリジナルビデオ
- 爆竜戦隊アバレンジャー 20th 許されざるアバレ（2023年9月1日） - シルクロード・ンダホ（本人 役）[167]

### ミュージックビデオ
- MOMOTAROの歌（2017年、サントリー食品インターナショナル「ペプシコーラ」ウェブプロモーション）[168][169]

### ゲーム
- イナズマイレブン 英雄たちのヴィクトリーロード（2025年予定、レベルファイブ） - マサイ（牛島突五郎 役〈声の出演〉）

### CM
- バンドリ! ガールズバンドパーティ! - (2018年) - シルクロード、ンダホ、モトキ、マサイ、ザカオ※HIKAKINと共演
- タイムツリー - (2020年)
- Disney＋ - （2021年）[170]
- ソニックフロンティア(2022年10月29日)
- 青いマックの日「青い人気者」篇(マクドナルド 、2023年11月4日) -マサイ

### 広告
- JOYSOUNDサポーター（2018年度）[171]

### イベント
- U-FES.
  - 2015（2015年11月21日、豊洲PIT）
  - TOUR 2016 in Osaka 夜の部（2016年8月5日、なんばHatch）
  - TOUR 2016 Final in Tokyo 夜の部（2017年1月28日・29日、品川プリンス ステラボール）
  - 2017（2017年11月18日、パシフィコ横浜 国立大ホール）
  - Music（2018年8月4日・5日、お台場TFTホール）
  - 2018（2018年11月10日・11日、東京ドームシティホール）
  - TOUR 2019 Music in 東京（2019年8月7日、新木場STUDIO COAST）
  - TOUR 2019 Music in 名古屋（2019年11月3日、Zepp Nagoya）
  - TOUR 2019 Music in 大阪（2020年2月24日、Zepp Namba(OSAKA)）
  - 2023（2023年4月29日・30日、東京ガーデンシアター）
- YouTube FanFest
  - 2016（2016年12月20日、東京国際フォーラム）
  - 2017（2017年12月17日、東京ビッグサイト）
  - 2018（2018年12月11日・12日、幕張メッセ）
  - 2019（2019年12月4日、幕張メッセ）
  - 2020（2020年10月11日、オンライン）
  - 2021（2021年12月11日、オンライン）
  - 2022（2022年12月6日、立川ステージガーデン）
  - 2023（2023年12月13日、幕張メッセ）
- めざましテレビpresents フィッシャーズスペシャルライブinお台場みんなの夢大陸~フィッシャーズと一緒に世界一暑い夏を描こう~（2017年8月14日、お台場みんなの夢大陸「HOT SUMMERスタジアム」）[172][173]
- Zeppに海賊船作ってみたwww
  - （2018年6月15日・16日、Zepp DiverCity[174]）
  - （2018年8月23日・24日、Zepp OsakaBayside[175]）
- ももいろ歌合戦
  - （2018年12月31日、パシフィコ横浜）
  - （2019年12月31日、VTR出演）
  - （2020年12月31日、コメント出演）
- フィッシャーズSPサマステライブ（2019年7月26日、テレビ朝日）
- ROCK IN JAPAN FESTIVAL 2019（2019年8月11日、国営ひたち海浜公園）
- 世界最多!!鬼ごっこ キミ達VSフィッシャーズ(2019年9月16日、万博記念公園)
- フィッシャーズ ~ウオタミと僕らの忍者伝説~（2020年1月19日、Zepp Namba）
- ニコニコ超会議2022 絶叫生配信3 〜呪われた学校の七不思議〜（2022年5月3日、幕張メッセ）[176]
- 逃走中 THE STAGE（2022年）シルクロードが月村ラビト役で声の出演。
- 動画クリエーター展(2022年10月8日～2023年4月2日)
- 3年ぶりフィッシャーズイベント開催!〜サカナンジャーは果たして来るのか…!?〜(2022年11月6日、シアターGロッソ)
- 歌って踊ってぶん回せ！最強の夏へ！ウオタミーティング〜（2023年6月3日、豊洲PIT） - シルクロードは体調不良の為オンラインでの参加
- 世界最恐のお化け屋敷～お化け役は君だ！～（2023年8月6日、和光学園 国分キャンパス）[6]
- Fischer’s「Last Restart」発売記念リリースイベント（2023年8月20日、セブンパークアリオ柏）